# 石神井城
石神井城（しゃくじいじょう）は、東京都練馬区石神井台にあった日本の城。東京都指定文化財史跡。

## 概要
石神井城は平安時代から室町時代まで石神井川流域に勢力を張った豊島氏の後期の日本の城であり、長尾景春の乱で没落するまで同氏が拠った。

## 歴史・沿革
石神井城の築城時期は定かではないが、一般的には室町中期頃であったと考えられている。鎌倉期以降宇多氏・宮城氏らの館が構えられていた場所に、彼らと婚姻関係を結びながら石神井川流域の開発領主として勢力を伸ばした豊島氏が築いた城で、以後この地は豊島一族の本拠地にもなった。豊島氏は貞和5年（1349年）に石神井郷の一円支配を開始したものの、応安元年（1368年）の「平一揆の乱」に敗れて関東管領・上杉氏に所領を没収されており、その後応永2年（1395年）になってようやく同郷を還補（げんぽ=所領返却）されている。石神井城内に鎮守として祀られている氷川神社、城内に創建された三宝寺のいずれもが「応永年間の建立」と伝えられていることから、城もこの還補直後（応永年間）に築かれたとする説が有力である。
平安期以来、武蔵の名族として名を馳せていた豊島氏は室町時代中期、新興勢力の扇谷上杉氏家宰太田氏と対立を深め、長尾景春の乱において太田道灌に攻められ没落した。文明9年（1477年）のこの戦いにおいて、豊島氏は当主の泰経とその弟泰明（ただし、当時の史料には「勘解由左衛門尉」「平右衛門尉」との官途名の記述しかなく、実際にそう呼ばれていたか否かは不明である）はそれぞれ石神井城と練馬城に拠り道灌と対峙したが、同年4月13日練馬城を攻撃された後の江古田原の戦い（『鎌倉大草紙』では「江古田原・沼袋」）で惨敗を喫し、泰明は戦死、泰経は石神井城に敗走している（なお、以前は道灌が最初に攻めた城は「平塚城」とされていたが、現在は黒田基樹・齋藤慎一・則竹雄一・西股総生・伊禮正雄・葛城明彦・八巻孝夫・齋藤秀夫らの支持により「練馬城」が新たな通説となっている）。
その後、4月14日に道灌は石神井城近くの愛宕山（現:早稲田大学高等学院周辺）に陣を張り石神井城と対峙、18日になって一旦和平交渉が結ばれた。しかし、豊島氏側が条件であった「城の破却」を実行しなかったことから、21日に道灌は攻撃を再開、外城が攻め落とされたため、泰経はその夜城を捨て逃亡した。泰経は翌年1月平塚城で再起を図るが、再び道灌が攻撃に向かったため、またしても戦わずして足立方面に逃亡し、以後は行方不明となっている（以前の通説では「丸子城（神奈川県川崎市）からさらに小机城（神奈川県横浜市）へと落ち延びた」とされていたが、現在は多数の史家によりほぼこれは否定されている）。なお、「落城の際には、城主の娘の『照姫』が三宝寺池に身を投げた」とも伝えられているが、これは明治29年（1896年）に作家の遅塚麗水が著した小説『照日松』のストーリーが流布されたもので、「照姫」は全くの架空の人物である。

## 一部通説の変化
近年、これまでの「通説」の一部が、史料の再検討により否定され始めている。以前の通説は、『太田道灌状』と『鎌倉大草紙』の記述を合わせて作られていたが、「『大草紙』の豊島氏関連記事は、後年『道灌状』を下敷きに、作者本人の解釈や想像、伝え聞きなどを付け加えて書いたものであり、信用性に欠ける」として、大半の史家が採用しなくなったためである（以下、詳細については『決戦―豊島一族と太田道灌の闘い（練月出版・葛城明彦）』、伊禮正雄『練馬郷土史研究会会報155号「豊島氏について二、三」』による）。

### 太田道灌が最初に攻めた城について
- （以前の通説）道灌が最初に攻めた豊島方の城は平塚城
- （新説）道灌が最初に攻めた豊島方の城は練馬城

以前の通説は『太田道灌状』の「自江戸打出豊島平右衛門尉要害致矢入近辺令放火」と『鎌倉大草紙』の「江戸より打ち出で、豊島平右衛門尉が平塚の城を取巻外を放火」という記事を合わせたものとなっていたが、現在これを支持している研究者はほとんどいない。主な理由は以下の通りである。
- (1)『太田道灌状』では、道灌が最初に攻めた城については「平右衛門尉要害」となっているだけで、これが「平塚城」である、とはどこにも記されていない。
- (2)「平右衛門尉の城（要害）」は、道灌が石神井方向から自軍を追ってきた豊島方に対して「馬を返して（引き返して）」江古田原で迎え撃った、との記述が出てくることを考えれば石神井城と同方向にある「練馬城」とすべきである。『道灌状』の「兄勘解由左衛門尉相供石神井・練馬城自両城打出」も、以前の通説のように「兄の勘解由左衛門尉が石神井城・練馬城の両城から兵を率いて攻撃に向かった」のではなく、「石神井城の兄・勘解由左衛門尉が、練馬城の弟・平右衛門尉と共に自城から出撃した」と解釈するのが妥当である。
- (3)弟の平右衛門尉は江古田原で戦死しているが、「平塚城から出撃した」との記述がないにも関わらず戦闘に加わっている点をみても、平右衛門尉と従兵は練馬城より出兵したとみるのが自然である。
- (4)石神井城から出撃した兵が平塚城救援に向かうのならば、東南（江古田原）方向に進軍することはあり得ない。
- (5)平塚城近くにある豊島氏ゆかりの寺「清光寺」には同時期「荒廃していた」との寺伝が残されていることからも、豊島一族はその頃すでに拠点の中心を西方に移していた、と考えるべきである。
- (6)『道灌状』には翌文明10年（1478年）1月に勘解由左衛門尉が「平塚と申すところに対城こしらえ」と記されており、前年の段階ではまだ平塚城は戦闘用の城郭ではなかった、と考えられる。
- (7)道灌が最初に平塚城を攻めているのならば、翌年になって「平塚と申す所」という、あたかも初めて名前を出すかのような表現をするのは不自然である。
- (8)道灌が江古田原合戦後、練馬城を無視して石神井城の攻撃に向かったことについても、「練馬城主・平右衛門尉が江古田原で戦死し、豊島方は練馬城の兵も含めて全て石神井城へ逃げ込んだため」と考えれば説明が付く。
- (9)時間・距離・方向の点で前半と後半の記述が整合しない。道灌が最初に攻めた城が「平塚城」であれば、石神井城からの援軍が到着するまでに道灌は江戸城に戻ってしまっているはずである。道灌が平塚城から「V字型」(書き順逆)に進軍するというのも不自然。

### 豊島泰経の逃亡先について
- （以前の通説）最後に泰経（勘解由左衛門尉）は丸子城（現・神奈川県川崎市）からさらに小机城（現・神奈川県横浜市）に逃亡（『道灌状』には記述無し、後世になって『道灌状』を下敷きに書かれた『鎌倉大草紙』のみ記載あり）
- （新説）足立方面からさらに北に逃げ、以後は行方不明

以前の通説では上記前者のようになっていたが、現在はこれも大半の研究者によって否定されている。主な理由は以下の通りである。
- (1)『道灌状』には、「泰経を足立まで追いかけたが、遥か遠くへ逃げ去ってしまったので、諦めてその晩江戸城に戻った。翌朝、川崎の丸子に陣を張り丸子城を攻撃したところ、敵は小机城に逃げてしまったので、そのまま追いかけ陣を張った」となっているだけで、丸子城からさらに小机城に逃げ込んだのが豊島氏である、とはどこにも記されていない（伊禮正雄・葛城明彦は、これを「『鎌倉大草紙』作者の速読による誤解」としている）。
- (2)足立（＝足立郡：現足立区～埼玉県南東部）から遥か北～北東方向へ逃亡した泰経が翌朝川崎（現・神奈川県）の丸子城に現れるはずがない。
- (3)豊島氏は足利成氏の宿老・梁田持助の指示に従って戦っていることからみれば、古河を目指して逃亡したと考えるのが自然である（石神井落城以降、約９か月潜伏していた先も古河である可能性が高い）。
- (4)泰経が、道灌と同盟関係にある吉良氏の領地・世田谷付近を通り抜けて丸子城に向かうことはほぼ不可能である。
- (5)道灌は『道灌状』の中で「足立郡（現・足立区～埼玉県南東部）まで泰経を追ったが、遥か遠くへ逃げのびてしまったので夜になって江戸に帰城した」と記している。道灌がその時点で追跡を諦めているのは明らかである。
- (6)『鎌倉大草紙』にある通り「豊島氏が丸子城まで逃げた」のだとすれば、道灌配下の誰かが諦めずに、豊島氏がどこかでUターンをして現・川崎市まで逃げるのを追い続けたことになる。足立郡（埼玉県南東部）方面まで追跡し（道灌が夜に江戸帰城していることから考えれば、明け方から昼頃まで追跡を行ったと考えられる）、さらにそこから丸子まで追ったとすれば、移動距離は推定60～70キロ。道灌軍はこの日の明け方に膝折（埼玉県朝霞市）から平塚城を攻めに行っているが、その距離も20キロ余り。また、道灌が翌朝「丸子城攻め」のため出撃していることからみれば、丸子城に豊島氏が入城したのを確認して、明け方までに江戸城の道灌に報告していなければならないが、丸子城～江戸城間の距離も20キロ余り。したがって、この時丸子城に籠もっていたのが豊島氏だとすれば、道灌配下のその武将は半分真っ暗闇（冬場）の中を1日で100キロ以上移動したことになる。これは物理的にも完全に不可能である。
- (7)『道灌状』では「翌朝丸子に張陣候。御敵に向かい差し寄せ候の処…」とあるが、道灌が格下の豊島氏に対し「御敵」と記すことはありえない。

## 構造
石神井城は石神井川と三宝寺池（石神井公園）を起点に延びる谷との間に挟まれた舌状台地上に位置する。ただし、同時期の他城郭とは異なり、台地の先端ではなく基部に占地し、堀切を用いて東西の両端を遮断している。
現在城域一体は開発が進み旧態は失われているが、土塁と空堀を廻らせた内郭が僅かに残っており、発掘の結果、折れを伴った堀・土塁によって城内が複数の郭に区画されていたことが判っている。この城の最終形が完成したのは太田道灌との緊張関係が高まった15世紀半ばで、同時期に江戸城への「対の城」として大掛かりな増・改築が行われた可能性が高い。
城は西から東へ延びる約1キロの舌状台地の西端から中央部にかけて築かれており、全体像はいまだ不明である。中心部規模は南北約100〜300メートル・東西約350メートルで、面積は約3万坪。北は三宝寺池、南・東は石神井川という“天然の水堀”によって守られていた。中心部内郭が、台地の先端では無く中央部付近に築かれたのは、豊富な水量を持つ三宝寺池に接する位置の方が、生活利便の上でも防御面においても優れていたためであったと思われる。なお、人工の防御は全て西向きに造られており、これは北・南・東からの侵入が物理的に不可能であったことを示すものと考えられている。台地の付け根部分は、幅約9メートル、深さ約3.5メートル（土塁頂部との高低差推定7メートル）、延長約300メートルにも及ぶ「大濠」によって断ち切られており、その先は小規模な空堀と土塁が内郭に至るまで連続する構造となっていた。『新編武蔵風土記稿』には、「櫓ノアリシ跡ニヤ、所々築山残レリ」とあるが、現在もその名残りとして、大濠内側の地表に若干の高まりが見られる（かつての規模は頂部25×15メートル・径40メートル・高さ0.8メートル。昭和32年の調査では、柱穴が検出されたほか、陶磁器片2片が出土）。また、大濠の西、内郭の東にも外城や城に付随する何らかの施設があったと考えられている（東側には「大門」の小字あり）。
内郭部分等では、これまでにもたびたび発掘調査が行われており、近年においても1998年から2003年にかけて6年連続で実施されている。この時には、内郭の空堀が「箱堀」で、深さ約6メートル・上幅約12メートル・下幅約3メートルであることが判明、人為的に一部が埋められた跡も確認された（道灌に対して一旦降参した際の痕跡とする説が有力）。土塁の基底部幅は16.3メートル、高さ約3メートル（城が存在していた当時の高さは推定約6メートル）。また、内郭の土塁内側からは1間×1間の掘立柱建築物、3間以上の総柱または庇付建物の可能性がうかがえる柱穴が検出された。そのほかには直径約4メートル、深さ約3メートルの巨大な地下式坑が検出され、これは食料貯蔵庫の跡と推定されている（地下式坑は昭和42年調査では計3か所検出）。内郭への出入りは、土橋がない状態であっても西側に「折(おり)」（真横から矢を射掛けるための構造）が存在することから、木橋によって行われていたとみられる。また、土塁中からは道灌との合戦時期に近い15世紀頃の常滑焼片が出土しており、内郭は戦闘に備えて急遽増築されたものとも考えられている。内郭からは遺物として、12世紀以降の陶磁器、かわらけ、瓦、小刀、砥石など（以前の調査では灯明皿、石臼片、焼米、鉄釘、墨等も記録されている）が出土。陶磁器は日常品が少なく、白磁四耳壷・青白磁梅瓶・褐釉四耳壷などの威信材が目立つ。これについては、「戦闘前に貴重品を内郭に運び込んでいたため」とする説もある。全体的には生活痕が乏しく、そのため近年では「内郭は生活の場ではなく、非常時の籠城用施設であった」とする見方が有力となっている（城主の平時の居館の位置については、「三宝寺裏山付近」とする説が有力。※内郭部に隣接する場所で、近年まで土塁・空堀がみられたこと等からの推測）。なお、土塁南側には切れ込みが観察されるが、これは虎口ではなく、近世に入ってから造られた通路である。
現在、内郭は遺構保護のためフェンスが設けられており、無許可で立ち入ることは出来ない。

## 考古資料
現在　石神井公園近くの石神井公園ふるさと文化館の二階において出土品を見る事が出来る（無料）

### 遺構
内郭の空堀及び土塁が石神井公園内に残る。また、三宝寺池西南端付近に空堀の痕跡、その南側住宅地内に物見櫓跡の痕跡（円形の高まり）が認められる。

### 愛宕山城
愛宕山城は、石神井川をはさんだ対岸の小高い岡（現・早稲田大学高等学院・中学部）にあり、石神井城のある岡から約700ｍ離れている。平成4年に学校施設建て替えのために発掘調査が行われ、コの字形の堀が発見された。石神井川源流や南方台地を監視するために石神井城の支城として築かれたと考えられ、のちに石神井城を包囲した太田道灌の陣城として再利用したと推測される。